# A.H.O. -Audio Hang Out-
『A.H.O. -Audio Hang Out-』（エー・エイチ・オー オーディオ・ハング・アウト）は、WEST.の11作目のフルアルバム。2025年3月12日にELOV-Labelから発売された。

## 概要
「AHOになってAudio Hang Out（=音で遊ぶ）する」をテーマに制作され、初回盤A、初回盤B、通常盤の3形態で発売された。WEST.の魅力を幅広く表現するため、本作ではメンバーがそれぞれ制作に携わった楽曲が1曲ずつ収録されており、公式Xでは2月19日よりそれぞれのライナーノーツも順次公開され、最後には7曲のLyric Videoも公開された。
本作を引っ提げ、3月21日のあなぶきアリーナ香川公演を皮切りに、全国9都市28公演の全国アリーナツアー「WEST. LIVE TOUR 2025 A.H.O. -Audio Hang Out-」が開催される。
本作の初回盤A・Bおよび通常盤に封入されているID①、②で視聴可能となるWEST.11周年生配信トーク&ライブ「虹会」は、2025年4月23日の22:00より見逃し配信無しで配信された。

## 特典

### 仕様・封入特典
初回盤A・B
- スペシャルパッケージ仕様
- 36Pブックレット
- WEST. 11周年生配信トーク&ライブ「虹会」視聴シリアルコード①封入

通常盤
- 24Pブックレット
- WEST. 11周年生配信トーク&ライブ「虹会」視聴シリアルコード②封入（初回プレスのみ）

### 先着特典
CD+Blu-ray、CD+DVDは共通デザイン。
- 初回盤A：A.H.O. ステッカーA
- 初回盤B：A.H.O. ステッカーB
- 通常盤 ：A.H.O. ステッカーC

## 収録内容
クレジット出典

### CD
1 - 13曲目は全形態共通で、14曲目が形態ごとに異なる。
1. A.H.O.［3:50］
作詞：MUTEKI DEAD SNAKE / 作曲：MUTEKI DEAD SNAKE、Hiroki Sagawa、児山啓介、鈴木まなか（Relic Lyric, inc.） / 編曲：Hiroki Sagawa（Relic Lyric, inc.）
Red Bull「Red Bull The Spring Edition」タイアップソング[9][17]。
ポップでキャッチーな表題曲[8]。エレキギターから打ち込み主体のサウンドに変化するなど、転調を繰り返すミクスチャーナンバーでもある[11]。2月1日21時からYouTubeチャンネルにてMVがフルサイズでプレミア公開され[8]、3月10日21時からはレッドブルとのコラボレーションとしてスペシャルパフォーマンスムービーおよびトークセッションがプレミア公開された[17]。
2. アップルパイ［3:25］
作詞：篠原とまと / 作曲：川口進、MiNE、佐原康太 / 編曲：佐原康太
中間淳太選曲[12]。白雪姫が毒リンゴを持った魔女にそそのかされ、男の人が好きだというアップルパイをあざとく作るワルい大人の女性へと成長したら？というもしものストーリーが描かれた、妖艶さと毒々しさ、ポップさが共存する1曲[11][12]。
3. まぁいっか!［3:37］
作詞・作曲：meiyo / 編曲：高橋諒
23rdシングル。
4. shhhhhhh!!［3:49］
作詞・作曲：前田佑、栗原暁（Jazzin'park） / 編曲：前田佑
藤井流星・紺野彩夏W主演 読売テレビ「ドラマDiVE+」『キスでふさいで、バレないで。』オープニング主題歌[18]。
サビ部分の「shhhhhhh!!」が内緒のポーズを思い起こさせるなど、ドラマの世界観と歌詞がマッチしたシックなダンスナンバー[11][18]。3月27日にはDance Practice動画も公開された[19]。
5. TICKTOK［3:07］
作詞・作曲：TSINGTAO、Sorato、Dvii、Ryo Ito / 編曲：Sorato
藤井流星選曲[20]。アダルトな雰囲気のダンスナンバー[21]。サビの低音パートが特徴的な楽曲で[20]、藤井は特に低音のベースのサウンドにこだわったという[21]。
6. Sweety［3:18］
作詞・作曲：CONY、Sayaka Inoue / 編曲：CONY
小瀧望選曲[22]。欧米では主流の構成であるワンループで展開する楽曲で、サビではファルセットが多用されている[21]。「おしゃれで優雅なチル」を意識して制作された[22]。
7. Rainy Rhapsody［4:05］
作詞：大原拓真（Penthouse） / 作曲：浪岡真太郎（Penthouse） / 編曲：久保田真悟（Jazzin'park）、浪岡真太郎（Penthouse）
濵田崇裕選曲[23]。「エゴと一途」を手掛けたPenthouseに制作を依頼した[21]。切なさや憂いを感じさせる歌謡曲のような楽曲[21]。
8. それいけベストフレンド!［3:12］
作詞・作曲：重岡大毅 / 編曲：ha-j
重岡大毅選曲[24]。友人たちの〈旅立ちの日〉の先に明るい未来が待つことを信じ、頑張ろうなとエールを送る快活でストレートなロックナンバー[11][24]。自身でブルースハープの演奏も行っている[11]。
9. ハート［4:47］
作詞・作曲：柳沢亮太（SUPER BEAVER） / 編曲：ha-j、柳沢亮太（SUPER BEAVER）
22ndシングル。
10. FATE［4:47］
作詞・作曲：久保田真悟（Jazzin'park）、UTA、AKIRA、Yohei / 編曲：久保田真悟（Jazzin'park）、UTA
22ndシングル。
11. WESTraight［3:22］
作詞：KOPERU、peko、コーラ、KBD、teppei、HATCH、KZ、KennyDoes / 作曲：Cosaqu / 編曲：Cosaqu Song Produced by 梅田サイファー
神山智洋選曲[25]。WEST.にとって新境地となるヒップホップ[21]。Creepy NutsのR-指定を含む13人によって構成される梅田サイファーがプロデュースを務めた[21]。
12. ティダ［2:49］
作詞・作曲：東里梨生 / 編曲：芳賀政哉
桐山照史選曲[26]。「ティダ」は沖縄の言葉で「太陽」の意[11]。グループの強みでもある明るい太陽のようなエネルギーを、琉球音楽にのせた楽曲[11][26]。
13. SOUTH WEST BEACH!!［3:30］
作詞・作曲：キヨサク / 編曲：ha-j
サマーチューン[8]。

#### 初回盤Aボーナストラック
1. Go.［4:10］
作詞：Soflan Daichi / 作曲・編曲：鈴木盛広 / Strings Arrangement：服部瑞樹
映画『WEST. 10th Anniversary Live "W" -Film edition-』テーマソング[9]。映画の中で楽曲がサプライズ解禁された[27]。MVも映画と同じく丹修一が監督を務めた[8]。

#### 初回盤Bボーナストラック
1. この旋律よ 誰かの歌になれ［4:28］
作詞：Kanata Okajima、栗原暁（Jazzin'park） / 作曲：Kanata Okajima、久保田真悟（Jazzin'park）、栗原暁（Jazzin'park） / 編曲：久保田真悟（Jazzin'park）

#### 通常盤ボーナストラック
1. パワースポット俺［3:41］
作詞・作曲：ミヤケ武器 / 編曲：井上薫

### Blu-ray/DVD

#### 初回盤A
約73分収録。
- 「A.H.O.」Music Video, Making
- 「shhhhhhh!!」Music Video, Making
- 「Go.」Music Video, Making

#### 初回盤B
約54分収録。
- 「SUMMER SONIC 2024 -LIVE & BACKSTAGE-」
2024年8月18日の藤井流星の誕生日に出演した「SUMMER SONIC 2024」の模様を舞台裏映像とともに収録[10]。
  - OVERTURE
  - ええじゃないか
  - ギラギラブベイベー
  - Anything Goes
  - 週刊うまくいく曜日
  - ホルモン〜関西に伝わりしダイアモンド〜
  - つばさ
  - ハート
  - 超きっと大丈夫
  - ムーンライト
  - 証拠

## チャート成績
初週18.3万枚を売り上げ、2025年3月25日付「オリコン週間アルバムランキング」で初登場1位、6作連続・通算10作目の首位獲得となった。また、同日発表の「週間合算アルバムランキング」においても自身通算6作目の合算アルバム1位獲得となった。